# Microsoft Certified Solutions Expert
Microsoft Certified Solutions Expert (MCSE) — квалификация, подтверждённая сертификатом  корпорации Майкрософт, присваивающаяся специалистам в области информационных технологий, успешно сдавшим квалификационные экзамены. До 2007 года квалификация носила название Microsoft Certified Systems Engineer.

## Кто такие MCSE
MCSE занимаются планированием, проектированием и внедрением решений и архитектур Microsoft Windows Server в организации среднего или крупного размера. К MCSE предъявляются требования, обладания по крайней мере годичным опытом планирования, проектирования, внедрения и анализа бизнес-решений, в которых используются продукты и технологии корпорации Майкрософт.
Примеры должностей:
- Инженер по обслуживанию сети
- Системный аналитик
- Сетевой аналитик

## Обучение MCSE
Обучение MCSE проводится обычно в специализированных  учебных центрах MCPLS, сертифицированных, в данном случае вендором программного обеспечения и сертификации — корпорацией Microsoft.
Хотя обучение и не является обязательным требованием к получению статуса MCSE, тем не менее, Microsoft рекомендует специалистам прослушать соответствующие курсы в нужном количестве, для систематизирования и упорядочивания их знаний.
Обучение и сертификация в таких центрах проводится по программе Microsoft Certified Professional (общее название для семейства сертификаций, куда входит, в том числе и MCSE, а также название одноименного статуса)

## Программа сертификации: MCSE
Получить статус MCSE мог любой специалист, отвечающий требованиям Microsoft к опыту профессиональной деятельности и сдавший следующие квалификационные экзамены Microsoft:
Общее число экзаменов: 7 экзаменов
Число основных экзаменов: 6 экзаменов
- 1 экзамен по клиентской операционной системе
- 4 экзамена по сетевой операционной системе
- 1 экзамен по проектированию

Число экзаменов по выбору:
- 1 экзамен

Сертификация специалистов до 31 декабря 2007 года проводилась в специализированных тестовых центрах в любой стране мира, аккредитованных любым из двух вендоров тестирования — Pearson VUE и Thomson Prometric.
С 1 января 2008 года сертификация по программам Microsoft проводится только в центрах тестирования Thomson Prometric.
Сертификация уровня MCSE по Windows Server 2008 называется MCITP (Microsoft Certified IT Professional) и имеет две специализации:
- MCITP: Server Administrator
- MCITP: Enterprise Administrator

## Версии MCSE
В силу того, что сертификация специалистов Microsoft существует уже более 10 лет, на сегодняшний день в мире существует 3 официально признанные версии MCSE:
- MCSE Windows NT 4.0
- MCSE Windows 2000
- MCSE Windows Server 2003

Microsoft призывает не делать отличий между версиями ОС, на которых специализируются те или иные MCSE, что также подтверждается использованием единого логотипа MCSE для всех трёх версий MCSE. Указание серверной системы, по которой сертифицирован MCSE, носит исключительно уточняющий характер, и может быть опционально использовано или опущено при указании статуса. До версии Windows NT 4.0 сертифицированные специалисты указывали просто «MCSE».

### MCSE Windows NT 4.0
MCSE Windows NT 4.0 — Сертифицированный системный инженер Microsoft по Windows NT 4.0. Сертификация осуществлялась до 28 февраля 2001 года, после чего была закрыта Microsoft, в силу морального устаревания технологии Windows NT 4.0, и выпуском новой версии серверной операционной системы Windows 2000. Тогда же был прекращен прием экзамена, обновляющего статус MCSE с Windows NT 4.0 до Windows 2000.
Однако, учитывая мнения многочисленных MCSE Windows NT 4.0, Microsoft приняла решение сохранить этот статус за всеми его обладателями, включая тех, кто не обновлял свой статус до уровня новой серверной платформы Windows 2000. Статус остался действующим, и все MCSE Windows NT 4.0 официально имеют право указывать его в своих документах. Однако сертификация по нему закрыта, и Microsoft больше не принимает экзаменов по данному статусу и не выдает соответствующий сертификат.

### MCSE Windows 2000
Началом новой программы сертификации специалистов MCSE Windows 2000 можно считать июнь 2000 года, когда были официально представлены большинство из экзаменов для получения этого статуса. Все MCSE Windows 2000 получили этот статус одним из двух способов — 

1) являлись MCSE Windows NT 4.0 и сдали реквалифицирующий, переходный экзамен по Windows 2000, или 

2) сдали все требуемые Microsoft экзамены на квалификацию MCSE Windows 2000.
Специалисты MCSE Windows 2000 демонстрируют профессиональные навыки планирования, внедрения и развертывания серверых технологий Microsoft Windows 2000 в средних и крупных корпоративных сетях.
Сертификация MCSE Windows 2000 завершена, Microsoft закончила прием экзаменов по данному статусу и выдачу соответствующих сертификатов в марте 2008 г.

### MCSE Windows Server 2003
Сертификация MCSE Windows Server 2003 началась с августа 2003 года, с появлением первых квалификационных экзаменов по этому статусу. Профессионалы сертифицированные как MCSE on Windows Server 2003 занимаются вопросами планирования и развертывания вычислительных сетей на базе технологий Windows Server 2003 и семейства серверных приложений и технологий Microsoft в средних и крупных компаниях (от 3-5 тыс. узлов).

## Специализации MCSE
Существовало несколько специализаций статуса MCSE, которые указывали на отдельные области профессиональной деятельности MCSE.
Специализации MCSE
- MCSE
- MCSE : Messaging
- MCSE : Security
- MCSE + Internet
- MCSE + SiteBuilding

## После 2003 года
В 2003—2004 годах ряд инженерных профсоюзов США и Канады обратился к Майкрософт с просьбой убрать слово «инженер» из названия квалификации, так как получение звания «инженер» требует нескольких лет очного или заочного образования. Просьба была удовлетворена и с 2007 года квалификация со словом «инженер» не присваивалась. С 2012 года квалификация с аналогичной аббревиатурой расшифровывается как Microsoft Certified Solutions Expert. При этом лица, сертифицированные как MCSE до 2007 года сохраняют право на сертификат и использование старого логотипа.

## Юмор
Иногда, аббревиатуру MCSE, в шутку, расшифровывают как «Minesweeper Consultant, Solitaire Expert», то есть Консультант по «Саперу» и Эксперт в «Пасьянсе» (играм, традиционно включаемым в дистрибутив Windows).